# NGC 4392
NGC 4392 ist eine linsenförmige Galaxie vom Hubble-Typ S0+ im Sternbild Jagdhunde am Nordsternhimmel. Sie ist schätzungsweise 326 Millionen Lichtjahre von der Milchstraße entfernt und hat einen Durchmesser von etwa 65.000 Lichtjahren.

Im selben Himmelsareal befindet sich u. a. die Galaxie NGC 4389.
Das Objekt wurde  am 27. April 1788 von Wilhelm Herschel entdeckt.